# Interpret příkazů
Interpret příkazů nebo příkazový interpret je program, který přijímá od uživatele příkazy nebo povely zadávané pomocí příkazového řádku a ihned je vykonává (interpretuje). Mnoho operačních systémů obsahuje interpret příkazů, který slouží jako jeden z nástrojů pro ovládání operačního systému a počítače. Prototypickým interpretem příkazů jsou unixové shelly, proto se interprety příkazů často označují slovem shell.
Režim interpretu příkazů mají i některé programovací jazyky (BASIC, Python), případně jiné programy; na některých počítačích plnil BASIC jak funkci programovacího jazyka, tak funkci povelového jazyka pro ovládání počítače.
Interpret příkazů často umožňuje provádění posloupností příkazů uložených v souboru (tj. funguje jako skriptovací jazyk), proto bývá vybaven příkazy pro řízení toku programu. Interpret příkazů je často schopen některé příkazy provádět sám, pro provedení ostatních příkazů spouští jiné programy.
Přestože moderní operační systémy obvykle poskytují grafické prostředí, které umožňuje ovládat operační systém i uživatelům bez velkých znalostí, pro některé činnosti je použití interpretů příkazů efektivnější a pro některé uživatele je preferovaným způsobem ovládání počítače.